# Owerri
Owerri to miasto w Nigerii, stolica stanu Imo. Zamieszkane głównie przez członków ludu Ibo.
Ośrodek handlowy rolniczego regionu. Siedziba uczelni: Imo State University, Federal University of Technology at Owerri, Alvan Ikoku College of Education i Government Secondary School of Owerri. Miasto jest siedzibą rzymskokatolickiej archidiecezji Owerri. Znajduje się tam katolicka katedra i seminarium duchowne.
Owerri jest siedzibą lokalnego króla Ibów.